# Teulisna bipectinis
Teulisna bipectinis is een vlinder uit de onderfamilie beervlinders (Arctiinae) van de familie spinneruilen (Erebidae). De wetenschappelijke naam is voor het eerst geldig gepubliceerd in 1862 door Francis Walker.